# Santa Maria dos Olivais (Tomar)
Santa Maria dos Olivais is een plaats (freguesia) in de Portugese gemeente Tomar en telt 12.801 inwoners (2001).